# Eugène Everaerts
Eugène Everaerts (Oostende, 17 november 1880 - Rotterdam, 29 oktober 1976) was een Vlaams activist en lid van de tweede Raad van Vlaanderen.

## Levensloop
Everaerts volbracht het middelbaar onderwijs aan het koninklijk atheneum van Oostende en werd in 1906 stadsbeambte, weldra bibliothecaris. Hij werd lid van het Algemeen Vlaams Verbond en in 1905 was hij medeoprichter van het Vanneste Genootschap, dat een belangrijke rol speelde in het culturele leven van Oostende.
In de Eerste Wereldoorlog trad hij toe tot de kleine groep van activisten in Oostende, met onder meer Eugeen van Oye, Frans Van den Weghe, Leo Van den Bogaert en Julius Labbé. De groep sloot aan bij het radicale Jong-Vlaanderen van dominee Jan Domela Nieuwenhuis Nyegaard in Gent. Everaerts was de voornaamste redacteur van de Oostendsche Verklaring, die de steun van de Oostendse groep aan het radicale activisme bevestigde.
In november 1918 vluchtte hij naar Nederland en werd er, zoals Willem De Vreese en Telesphorus Vernieuwe als medewerker benoemd aan de gemeentelijke bibliotheek van Rotterdam. In 1942 werd hij door NSB-burgemeester Müller tot adjunct-bibliothecaris bevorderd, met als gevolg dat hij na de oorlog werd ontslagen. Hij had toen net de pensioengerechtigde leeftijd bereikt en leefde nog dertig jaar, tot hij op zesennegentigjarige leeftijd in Rotterdam overleed.